# Lina Nielsen
Lina Nielsen (Londra, 13 marzo 1996) è un'ostacolista e velocista britannica.

## Biografia
Inizialmente specializzata nei 400 metri piani, partecipa in questa disciplina ai campionati europei juniores di Eskilstuna classificandosi ottava, mentre nello stesso evento conquista la medaglia d'oro della staffetta 4×400 metri.
Nel 2022 prende parte ai mondiali di Eugene e agli europei di Monaco di Baviera, questa volta gareggiando nei 400 metri ostacoli, ma senza mai raggiungere la finale.
Nel 2024 conquista la sua prima medaglia mondiale, un bronzo, ai campionati del mondo indoor di Glasgow, correndo la staffetta 4×400 metri in 3'26"36, nuovo record nazionale del Regno Unito, insieme ad Ama Pipi, Jessie Knight e la gemella Laviai Nielsen.

## Record nazionali
- Staffetta 4×400 metri pista corta: 3'26"36 ( Glasgow, 3 marzo 2024)

## Progressione

### 60 metri piani
| Stagione | Tempo   | Luogo      | Data      | Rank. Mond. |
| -------- | ------- | ---------- | --------- | ----------- |
| 2024     | 7"39(i) | Århus      | 23-1-2024 |             |
| 2019     | 7"63(i) | Lee Valley | 19-1-2019 |             |
| 2016     | 7"74(i) | Lee Valley | 31-1-2016 |             |

### 400 metri piani
| Stagione | Tempo    | Luogo        | Data      | Rank. Mond. |
| -------- | -------- | ------------ | --------- | ----------- |
| 2024     | 51"95(i) | Glasgow      | 18-2-2024 |             |
| 2022     | 51"54    | Gainesville  | 16-4-2022 |             |
| 2021     | 52"56    | Jacksonville | 30-4-2021 |             |
| 2020     | 54"62    | Belfast      | 30-7-2020 |             |
| 2019     | 53"29(i) | Athlone      | 13-2-2019 |             |
| 2018     | 53"89    | Ginevra      | 9-6-2018  |             |
| 2017     | 52"89(i) | Sheffield    | 12-2-2017 |             |
| 2016     | 52"97    | Bedford      | 19-6-2016 |             |
| 2015     | 53"38    | Mannheim     | 27-6-2015 |             |
| 2014     | 57"07    | Birmingham   | 11-7-2014 |             |
| 2013     | 58"35    | Hendon       | 28-7-2013 |             |

### 400 metri piani pista corta
| Stagione | Tempo    | Luogo        | Data      | Rank. Mond. |
| -------- | -------- | ------------ | --------- | ----------- |
| 2024     | 51"95(i) | Birmingham   | 18-2-2024 |             |
| 2022     | 53"09(i) | Birmingham   | 26-2-2022 |             |
| 2021     | 53"27(i) | Fayetteville | 24-1-2021 |             |
| 2020     | 54"96(i) | Londra       | 18-1-2020 |             |
| 2019     | 53"29(i) | Athlone      | 13-2-2019 |             |
| 2017     | 52"89(i) | Sheffield    | 12-2-2017 |             |
| 2016     | 53"74(i) | Lee Valley   | 30-1-2016 |             |
| 2015     | 54"48(i) | Sheffield    | 28-2-2015 |             |

### 400 metri ostacoli
| Stagione | Tempo | Luogo        | Data      | Rank. Mond. |
| -------- | ----- | ------------ | --------- | ----------- |
| 2023     | 54"96 | Ratisbona    | 3-6-2023  |             |
| 2022     | 54"73 | Roma         | 9-6-2022  |             |
| 2021     | 55"27 | Jacksonville | 29-4-2021 |             |
| 2020     | 56"99 | Manchester   | 5-9-2020  |             |
| 2019     | 56"67 | Ginevra      | 15-6-2019 |             |
| 2018     | 57"19 | Loughborough | 25-7-2018 |             |
| 2017     | 57"87 | Loughborough | 22-7-2017 |             |
| 2016     | 58"99 | Bedford      | 31-7-2016 |             |
| 2015     | 59"75 | Hendon       | 29-8-2015 |             |

## Palmarès
| Anno | Manifestazione   | Sede       | Evento        | Risultato  | Prestazione | Note             |
| ---- | ---------------- | ---------- | ------------- | ---------- | ----------- | ---------------- |
| 2015 | Europei juniores | Eskilstuna | 400 m piani   | 8ª         | 54"72       |                  |
| 2015 | Europei juniores | Eskilstuna | 4×400 m       | Oro        | 3'34"36     |                  |
| 2017 | Europei indoor   | Belgrado   | 400 m piani   | dns        | dns         |                  |
| 2017 | Europei under 23 | Bydgoszcz  | 4×400 m       | 4ª         | 3'30"74     |                  |
| 2022 | Mondiali         | Eugene     | 400 m hs      | Batteria   | 57"42       |                  |
| 2022 | Europei          | Monaco     | 400 m hs      | Semifinale | 57"19       |                  |
| 2024 | Mondiali indoor  | Glasgow    | 4×400 m       | Bronzo     | 3'26"36     | Record nazionale |
| 2024 | World Relays     | Nassau     | 4×400 m       | 4ª         | 3'25"84     |                  |
| 2024 | Europei          | Roma       | 400 m hs      | 7ª         | 55"65       |                  |
| 2024 | Giochi olimpici  | Parigi     | 400 m hs      | Semifinale | 1'31"22     |                  |
| 2024 | Giochi olimpici  | Parigi     | 4x400 m       | Bronzo     | 3'19"72     | [ 1 ]            |
| 2025 | Europei indoor   | Apeldoorn  | 4x400 m       | Argento    | 3'24"89     | Record nazionale |
| 2025 | Europei indoor   | Apeldoorn  | 4×400 m mista | Bronzo     | 3'16"49     |                  |
| 2025 | World Relays     | Guangzhou  | 4x400 m       | Batteria   | 3'27"47     |                  |

## Campionati nazionali
2016
- Batteria ai campionati britannici assoluti, 400 m piani - 54"28

2017
- Bronzo ai campionati britannici assoluti indoor, 400 m piani - 52"89
- Eliminata in batteria ai campionati britannici assoluti, 400 m piani - 53"72

2018
- 5ª ai campionati britannici assoluti, 400 m ostacoli - 57"98

2019
- Semifinale ai campionati britannici assoluti indoor, 400 m piani - 54"57
- 7ª ai campionati britannici assoluti, 400 m ostacoli - 59"28

2020
- Argento ai campionati britannici assoluti, 400 m ostacoli - 56"99

2021
- 6ª ai campionati britannici assoluti, 400 m ostacoli - 56"68

2022
- Semifinale ai campionati britannici assoluti indoor, 400 m piani - 53"09
- Argento ai campionati britannici assoluti, 400 m ostacoli - 55"32

2023
- Argento ai campionati britannici assoluti, 400 m ostacoli - 55"62

2024
- Argento ai campionati britannici assoluti indoor, 400 m piani - 51"95

## Altre competizioni internazionali
2021
- Oro ai Campionati europei a squadre, Super League ( Chorzów), 400 m ostacoli - 55"59
- Argento ai Campionati europei a squadre, Super League ( Chorzów), staffetta 4×400 m - 3'27"16

2022
- 4ª al British Grand Prix ( Birmingham), 400 m ostacoli - 55"40
- 4ª al Golden Gala Pietro Mennea ( Roma), 400 m ostacoli - 54"73
- 5ª ai Bislett Games ( Oslo), 400 m ostacoli - 54"76
- Oro ai Bislett Games ( Oslo), staffetta 4×400 m - 3'28"57

2023
- Oro ai Bislett Games ( Oslo), staffetta 4×400 m - 3'28"38
- 5ª ai Campionati europei a squadre, 1ª divisione ( Chorzów), 400 m ostacoli - 55"36
- 7ª all'Athletissima ( Losanna), 400 m ostacoli - 56"62

2025
- Bronzo ai Campionati europei a squadre ( Madrid), 400 m hs - 54"90
- Bronzo ai Campionati europei a squadre ( Madrid), 4x400 m mista - 3'09"66